# Épisodes de Treadstone
Cet article présente le guide des épisodes de la série télévisée américaine Treadstone.

## Synopsis
Des agents endormis faisant partie d'un programme secret de modification comportementale appartenant à la CIA ont été réactivés et devront une fois encore, remplir leur mission.

## Distribution

### Acteurs principaux
- Jeremy Irvine : J. Randolph Bentley
- Tracy Ifeachor : Tara Coleman
- Omar Metwally : Mr. Edwards
- Han Hyo-joo : SoYun Pak
- Brian J. Smith : Doug McKenna
- Gabrielle Scharnitzky : Petrushka « Petra » Andropov
- Emilia Schüle : Petra (Jeune)
- Michelle Forbes : Ellen Becker

### Acteurs récurrents
- Michael Gaston : Dan Levine
- Patrick Fugit : Stephen Haynes
- Tess Haubrich : Samantha McKenna
- Shruti Haasan : Nira Patel
- Lee Jong-hyuk : colonel Shin
- Jung Woo Seo : Dae Pak
- Martin Umbach : Dr Meisner
- Oliver Walker : Matheson
- Merab Ninidze : Yuri Leniov
- Julian Kostov : Yuri (Jeune)

### Invités
- Donald Sage Mackay : Greg Sanders
- David Michaels : Tom Becker
- Márk Szekulesz : Jozef

## Liste des épisodes

### Épisode 1:Le protocole "Cigales"
- États-Unis : 
  - 24 septembre 2019[2] sur USA Network (avant-première spéciale)
  - 15 octobre 2019 sur USA Network
- France : 10 janvier 2020 sur Amazon Prime Video[3] (en VF)

- États-Unis : 810 000 téléspectateurs[4] (avant-première spéciale du 24 septembre)

### Épisode 2:La conspiration identifiée
- États-Unis : 22 octobre 2019 sur USA Network

- États-Unis : 530 000 téléspectateurs[5] (première diffusion)

### Épisode 3:La proposition
- États-Unis : 29 octobre 2019 sur USA Network

- États-Unis : 590 000 téléspectateurs[6] (première diffusion)

### Épisode 4:Le contrat du Kentucky
- États-Unis : 5 novembre 2019 sur USA Network

- États-Unis : 420 000 téléspectateurs[7] (première diffusion)

### Épisode 5:Les regrets de Bentley
- États-Unis : 12 novembre 2019 sur USA Network

- États-Unis : 520 000 téléspectateurs[8] (première diffusion)

### Épisode 6:L'éveil d'Hadès
- États-Unis : 19 novembre 2019 sur USA Network

- États-Unis : 410 000 téléspectateurs[9] (première diffusion)

### Épisode 7:Le paradoxe d'Andropov
- États-Unis : 26 novembre 2019 sur USA Network

- États-Unis : 500 000 téléspectateurs[10] (première diffusion)

### Épisode 8:Portée disparue
- États-Unis : 3 décembre 2019 sur USA Network

- États-Unis : 530 000 téléspectateurs[11] (première diffusion)

### Épisode 9:Asile à Seoul
- États-Unis : 10 décembre 2019 sur USA Network

- États-Unis : 500 000 téléspectateurs[12] (première diffusion)

### Épisode 10:L'engagement des "cigales"
- États-Unis : 17 décembre 2019 sur USA Network

- États-Unis : 370 000 téléspectateurs[13] (première diffusion)